# Yhdystie 8300
La route de liaison 8300 (en finnois : Yhdystie 8300)  est une route de liaison allant d'Oulu à Utajärvi en Finlande.

## Description
La Yhdystie 8300 part quartier de Hintta à Oulu, où elle bifurque de la route nationale 20 puis elle longe la rive nord du fleuve Oulujoki. 
Ensuite elle traverse les centres de Sanginsuu, Päivärinne , Montta à Muhos et se termine à Niska, où elle rejoint la route nationale 22. 
Sa longueur est d'environ 77 kilomètres.

## Parcours
La route  traverse les localités suivantes :
- Hintta, Oulu
- Muhos
- Utajärvi
- Niska

## Galerie

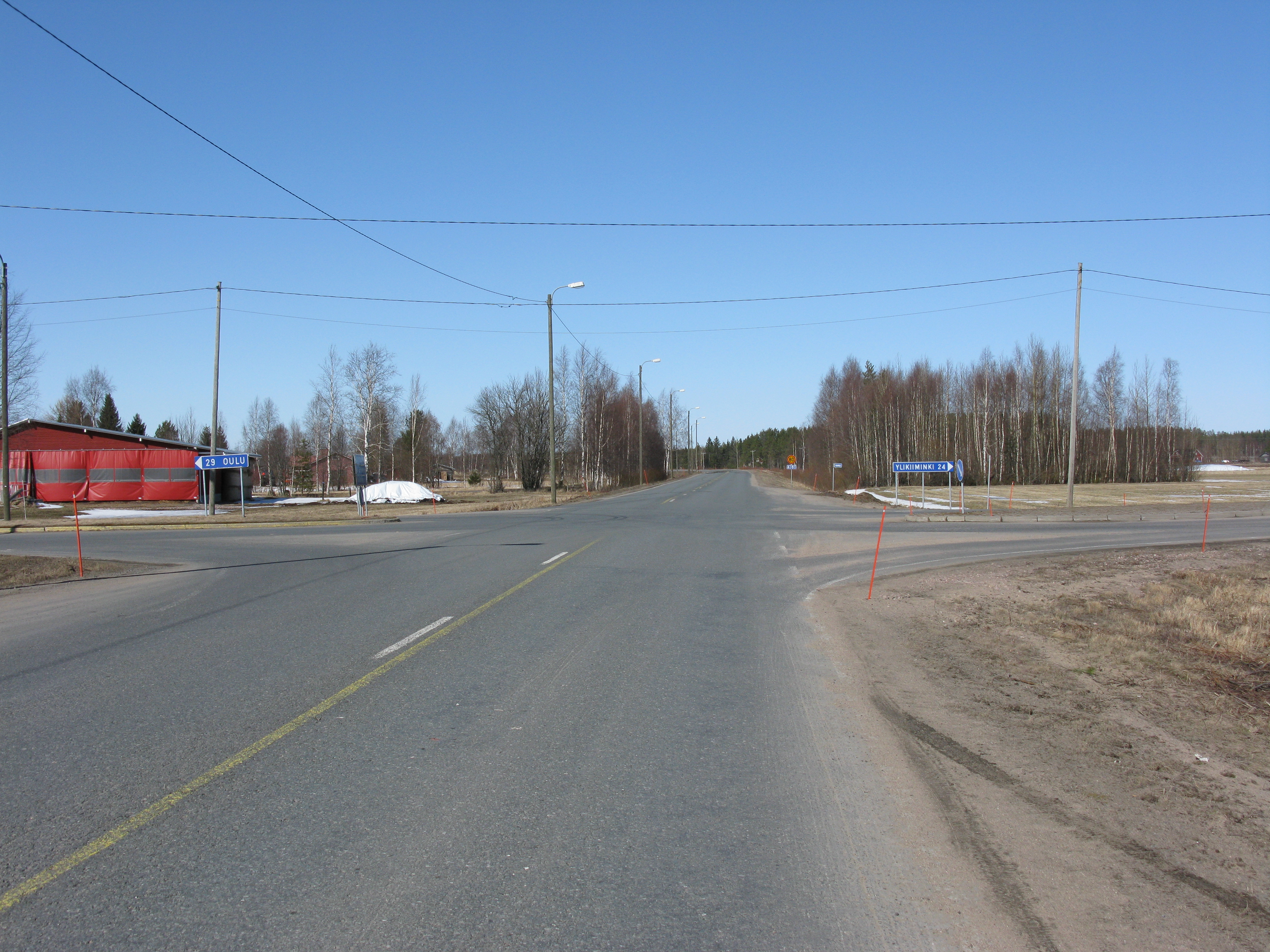
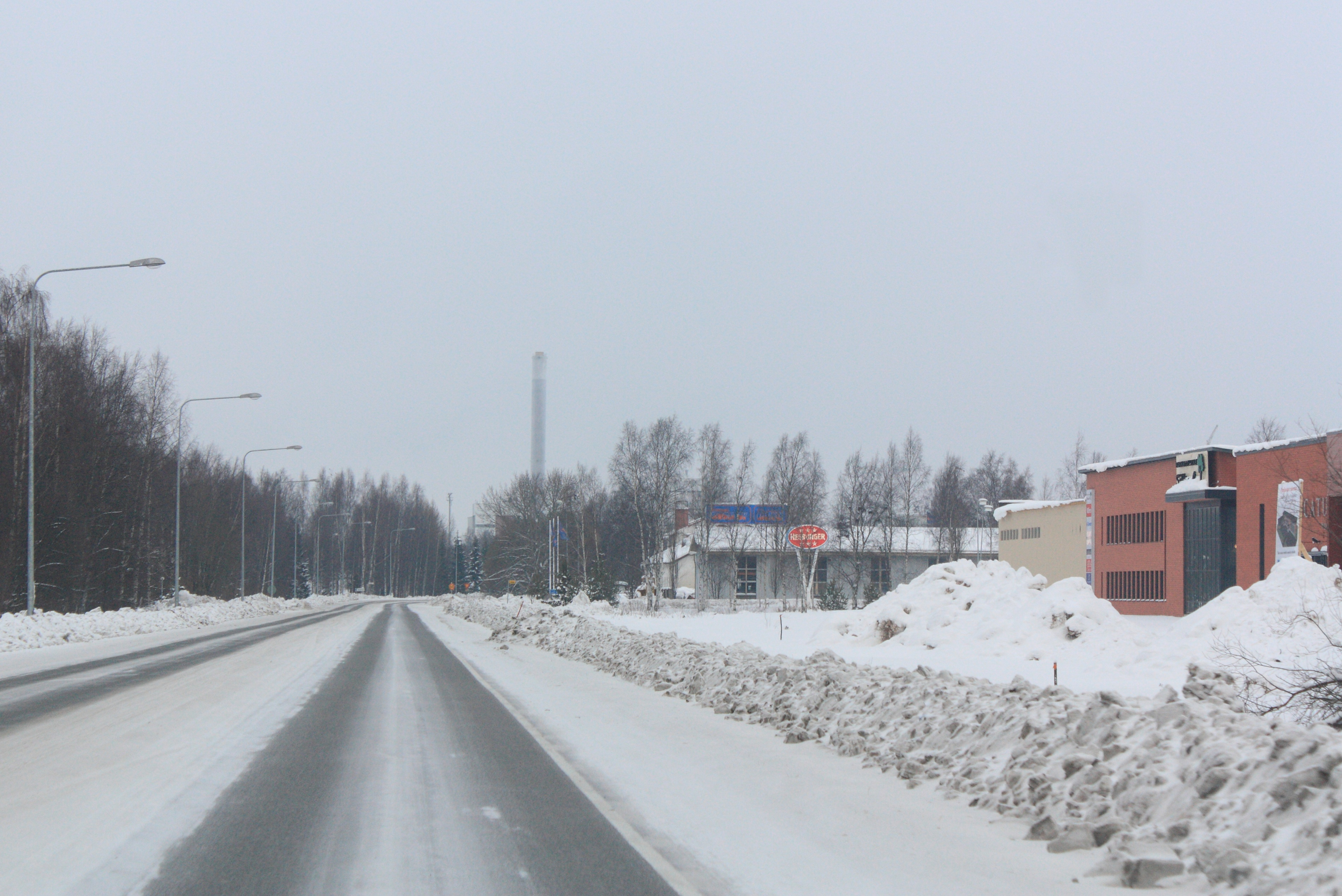